# Akunnaaq
Akunnaaq (antigament escrit: Akúnâk) és un assentament del municipi de Qaasuitsup a l'oest de Groenlàndia. Té una població de 101 habitants (2010). Akunnaaq està a 23 km a l'est d'Aasiaat a l'illa d'Akunnaap Nunnaa. Aquest assentament va ser fundat l'any 1850.

## Transport
Air Greenland dona servei a la vila, com a part 'un contracte governamental, amb vols d'helicòpter a l'hivern entre l'heliport d'Akunnaaq i l'aeroport d'Aasiaat.
Durant l'estiu i la tardor, quan les aigües de la Badia Disko són navegables, la comunicació entre els assentaments es fa només per mar servida per la companyia Diskoline. El ferry enllaça Akunnaaq amb Aasiaat, Ikamiut, i Qasigiannguit.